# Károlyipuszta
Károlyipuszta (Horea), település Romániában, a Partiumban, Szatmár megyében.

## Fekvése
Szaniszló közelében, attól északnyugatra, a magyar határ mellett fekvő település.

## Története
Károlyipuszta nevét 1335ben, majd 1352-ben említette először oklevél Karul néven. 1340-ben és 1347-ben p. Korwl, 1431-ben Karul, Nagkarol, 1888-ban Karuly puszta, 1913-ban Karuly néven írták.
A mai Karuly-puszta vidékén valamikor két ilyen nevű falu feküdt. Nagykárolyal rokon nevükből és a szomszédságból a Kaplon nemzetségbeliek itteni szerepére lehet gondolni. Az egyik Karulyt, amely 1347-ben "circa aliam possessionem similiter Korwl a parte meridionalis" terült el a Báthori-rokonság még a 13. század közepe körül megszerezhette, mert több ág osztozott rajta. A másikat Bátori Bereck fiai kapták Károly Róbert királytól. Valamelyik később, 1423 körül a Nábárádiakhoz és Bánkiakhoz került, de addigra már egyiknek sem volt lakosa.
1913-ban Szaniszló része volt.
A mai települést a két világháború között, Kolozs megyéből érkezett móc telepesek alapították.
1941-ben visszakerült, majd 1956-ban ismét önálló településsé vált.
1910-ben 352 lakosából 22 román, 330 magyar volt.
2002-ben 203 lakosából 202 román, 1 magyar volt.

## Nevezetességei
- Ortodox temploma - 1930-ban épült, Szent Miklós tiszteletére szentelték fel.
- Horea mellszobra - 2006-ban állították fel a falu központjában.